# Ebberston
Ebberston är en by i civil parish Ebberston and Yedingham, i kommunen North Yorkshire, i grevskapet North Yorkshire, i England. Byn är belägen 15 km från Malton. Ebberston var en civil parish fram till 1986 när blev den en del av Ebberston and Yedingham. Civil parish hade 466 invånare år 1961. Byn nämndes i Domedagsboken (Domesday Book) år 1086, och kallades då Edbriztun/Edbriztune.